# Chemical Crew
Chemical Crew (Cc), är ett israeliskt skivbolag som framförallt producerar musik inom genren psytrance. Chemical Crew ägs av psytranceproducenten Skazi men har inte givit ut några skivior sedan 2008. 

## Artister
- Skazi
- Paranormal Attack
- Rocky
- DJ Feio
- Star-x
- Void

## Tidigare artister
- Exaile
- Damage
- Tube
- Beat-on